# Billingsmetoden

An observation chart.

Billingsmetoden är en naturlig metod för familjeplanering som går ut på att hitta de dagar i menstruationscykeln då kvinnan inte borde kunna befruktas. I Billingsmetoden görs detta genom att studera det sekret som bildas i livmoderhalskanalen. Metoden används som en preventivmetod eller omvänt, när man vill få barn.
Billingsmetoden har fått sitt namn efter John Billings som uppfann metoden. Han ville hitta en ny preventivmetod förutom "säkra perioder" som var tillåten enligt hans katolska tro.
Evelyn Billings har skrivit boken Billingemetoden för naturlig födelsekontroll tillsammans med Ann Westmore. De hävdar i boken att metoden är ungefär lika säker som minipiller – det vill säga att den erbjuder ett skydd upp mot 99 procent. Denna uppgift stöds inte av World Health Organization (WHO).
Förändringarna i sekretet beror på att cervix egentligen producerar inte ett utan flera typer av sekret, kallade G-, L-, S- och P-sekret. Före och efter den fertila perioden finns G-sekret, i början av den fertila perioden finns L-sekret, under den senare fasen av fertila perioden med halkigt slem finns S-sekret. Nyligen har även kunnat identifieras en alldeles speciell sorts sekretion just på toppdagen (peak-day), det så kallade P-sekretet.
Sekretets funktion:
- G: Grindsekretet: Stänger ute spermier, de kan ej nå in i cervix.
- L: Låsningssekretet: Låser in dåliga spermier.
- S: Spermieledande sekret: Leder de bästa spermierna uppåt.
- P: Portvaktssekretet: Dirigerar in spermier i livmoderhålan på peak-day.

Alla dessa sekret är slemsubstanser. Enligt metoden kan man genom att observera hur sekretet förändras i färg och konsistens avgöra om man är fertil.
Enligt WHO:s studier erbjuder metoden en säkerhet på 97% om den utförs korrekt. Dock, med tanke på att metoden är komplicerad, så anser WHO att säkerheten faller till 75 procent när den används. John Billings ville kalla metoden för "Ovulation Method" vilket skulle motsvara "Ägglossningsmetoden" på svenska, men WHO förbjöd detta och tvingade honom att döpa om metoden till "Billings Ovulation Method".
Katolicismen förbjuder alla former av artificiella preventivmedel, däremot är naturliga metoder att förhindra graviditet acceptabelt i viss mån. Paret Billings och deras preventivmetod har blivit hyllade av den katolska kyrkan.